# 高昇祥
高昇祥，是12世纪大理国權臣，点蒼山蓮花峰芒湧溪人氏，白族，大中國皇帝高昇泰的弟弟，高智昇的第2子，封善闡岳侯。高昇泰建立大中国，死后把皇位还给段正淳。他的子孙时代为相国。他的弟弟高昇祥被封到善阐府（今云南省昆明市）。他的子孙都封到晋宁、嵩明、禄丰、易门、罗次。儿子高祥明、高祥坚。后代成为观音派，高观音隆、高观音妙、高观音政先后担任相国。